# Галерија грбова Египта
Галерија грбова Египта обухвата актуелни Грб Египта, историјске грбове Египта и грбове мухафаза Египта.

## Актуелни Грб Египта
- Грб Египта

## Историјски грбови Египта
- Грб Египатског султаната (1885 — 1908)
- Грб Краљевине Египат (1922 — 1953)
- Грб Републике Египат (1953 — 1958)
- Грб Уједињене Арапске Републике (1958 — 1971)
- Грб Египта у Федерацији арапских република (1972 — 1984)
- Верзија грба на застави Египта

## ГрбовимухафазаЕгипта
- 1. Грб мухафазе Дакахлија
- 2. Грб мухафазе Црвено море
- 3. Грб мухафазе Бухејра
- 4. Грб мухафазе Фајум
- 6. Грб мухафазе Александрија
- 8. Грб мухафазе Гиза
- 9. Грб мухафазе Минуфија
- 10. Грб мухафазе Минја
- 12. Грб мухафазе Каљубија
- 13. Грб мухафазе Луксор
- 14. Грб мухафазе Нова Долина
- 15. Грб мухафазе Шаркија
- 16. Грб мухафазе Суец
- 17. Грб мухафазе Асуан
- 18. Грб мухафазе Асјут
- 19. Грб мухафазе Бени Суејф
- 20. Грб мухафазе Порт Саид
- 21. Грб мухафазе Дамијета
- 22. Грб мухафазе Јужни Синај
- 23. Грб мухафазе Кафр еш Шејх
- 24. Грб мухафазе Матрух
- 25. Грб мухафазе Кена
- 26. Грб мухафазе Северни Синај
- 27. Грб мухафазе Сохаг